# Syrien ved sommer-OL 2020
Syrien deltog under Sommer-OL 2020 i Tokyo som blev afviklet i perioden 23. juli til 8. august 2021.

## Medaljer
| 2020 Tokyo | Guld | Sølv | Bronze | Total |
| Syrien     | 0    | 0    | 1      | 1     |

### Medaljevinderne
| Syrien under sommer-OL 2020 i Tokyo | Syrien under sommer-OL 2020 i Tokyo | Syrien under sommer-OL 2020 i Tokyo | Syrien under sommer-OL 2020 i Tokyo | Syrien under sommer-OL 2020 i Tokyo |
| Medalje                             | Navn                                | Sport                               | Event                               | Dato                                |
| ----------------------------------- | ----------------------------------- | ----------------------------------- | ----------------------------------- | ----------------------------------- |
| Bronze                              | Man Asaad                           | Vægtløftning                        | Men's +109 kg                       | 4. august                           |